# Мортеза Пуралиганџи
Мортеза Пуралиганџи (перс. ‎‎مرتضی پورعلی‌گنجی‎, латинизовано: ; Бабол, 19. април 1992) професионални је ирански фудбалер који примарно игра у одбрани на позицији центархалфа.

## Клупска каријера
Пуралиганџи започиње професионалну каријеру 2010. године као играче екипе Нафте из Техерана са којим се такмичи у првенству Ирана. Након пет сезона проведених у клубу одлази у Кину и потписује једногодишњи уговор са екипом Тјенцин Теде из Тјенцина
У јануару 2016. поново мења средину и одлучује се за катарски Ал Сад.

## Репрезентативна каријера
Играо је за све млађе репрезентативне селекције Ирана, а наступио је и на светском првенству за играче до 17 година2009. године. 
За сениорску репрезентацију Ирана дебитовао је 4. јануара 2015. у пријатељској утакмици са селекцијом Ирака. Пар дана касније заиграо је и на Азијском првенству у Аустралији где је одиграо све четири утакмице за Иран, а управо у четвртфиналној утакмици против Ирака постиже и свој први погодак за репрезентацију. 
Селектор Карлос Кејроз уврстио га је на списак играча за Светско првенство 2018. у Русији, где је одиграо све три утакмице у групи Б.

### Голови за репрезентацију
| №  | Датум              | Место   | Ривал        | Гол. | Рез. | Такмичење                 |
| -- | ------------------ | ------- | ------------ | ---- | ---- | ------------------------- |
| 1. | 23. јануар 2015.   | Канбера | Ирак         | 2:2  | 3:3  | АФК азијски куп 2015.     |
| 2. | 12. новембар 2015. | Техеран | Туркменистан | 1:0  | 3:1  | Квалификације за СП 2018. |